# Paràbola de la figuera

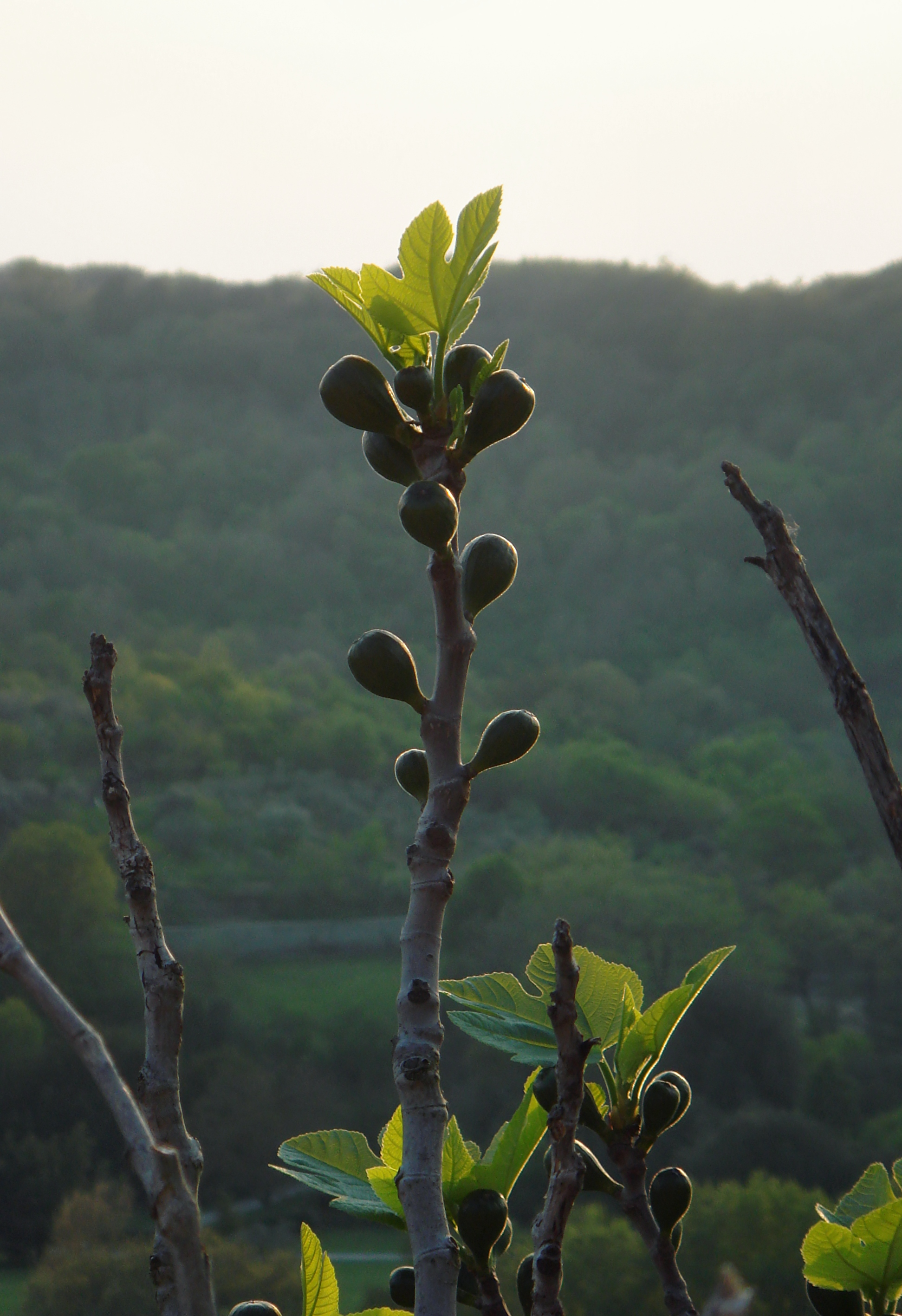
Figuera amb brots

La paràbola de la figuera és una paràbola de Jesucrist explicada en els tres Evangelis sinòptics: Mateu XXIV, 32-35; Marc XIII, 28-31; i Lluc XXI, 29-33. No ha de ser confosa amb la Paràbola de la figuera estèril, a sant Lluc, XIII, 6-9.
Aquesta paràbola és immediatament seguida d'una exhortació a la vigilància.

## Text
- Evangeli segons Lluc:[1]

| 29 I els digué una paràbola: --Mireu la figuera i els altres arbres: 30 quan veieu que comencen a brotar, coneixeu que l'estiu és a prop. 31 Igualment, quan veureu que succeeix tot això, sapigueu que és a prop el Regne de Déu. 32 Us asseguro que no passarà aquesta generació sense que tot això hagi succeït. 33 El cel i la terra passaran, però les meves paraules no passaran. |

## Interpretació
Jesús explica més endavant que aquesta paràbola ha de ser inclosa en una perspectiva escatològica. Com el Discurs a la muntanya de les Oliveres, on Jesús empra un vocabulari apocalíptic, se serveix de la figuera per evocar els fins últims i l'arribada del temps de la Passió.
El doctor de l'Església Joan Crisòstom diu, a la seva homilia 77, que un estiu espiritual vindrà a esborrar l'hivern penós d'aquest món, però afegeix que el Messies agafa l'exemple de les estacions per tal de mostrar la naturalesa real del món, i que el que es professa és immutable.